# Trachylepis nganghae
Trachylepis nganghae — вид сцинкоподібних ящірок родини сцинкових (Scincidae). Ендемік Камеруну.

## Поширення і екологія
Trachylepis nganghae відомі з типової місцевості, розташованої на плато Нгаундере на сході регіону Адамауа. Вони живуть на сухих кам'янистих луках, на висоті від 1500 до 1800 м над рівнем моря. Живородні.

## Збереження
МСОП класифікує цей вид як такий, що перебуває на межі зникнення. Trachylepis nganghae загрожує знищення природного середовища.